# Capanna Monte Leone
La Capanna Monte Leone, anche nota come Monte-Leone-Hütte, è un rifugio alpino posto sulle Alpi Lepontine in Svizzera vicino al confine con l'Italia. Il rifugio si trova a 2.848 metri di quota tra la cima Punta Terrarossa e il Monte Leone proprio sopra il lago alpino Chaltwassersee (2.749 m s.l.m.).

## Caratteristiche
Il rifugio è aperto tra giugno e settembre e offre 32 posti letto. Nel periodo invernale la capanna è chiusa però dispone di un locale invernale con 16 posti. L'edificio è una struttura in pietra e muratura con riscaldamento a legna e illuminazione elettrica.

## Accessi
Si accede al rifugio da diverse località:
- Dal Passo del Sempione con il sentiero che entra nella valle di Chaltwasser e la risale fino al Chaltwasserpass; da qui si arriva alla capanna con il sentiero F14.
- L'accesso invernale da Rothwald, per il sentiero che passa dal bosco Jochtwald, poi per Bodertälli e prosegue fino alla Maderlicke. Da questo colle passando sotto il Passo di Terrarossa si prosegue fino alla capanna.

## Ascensioni
- Punta Terrarossa (3.246 m)
- Monte Leone  (3.552 m)

## Traversate
- Rifugio Città di Arona

## Galleria d'immagini

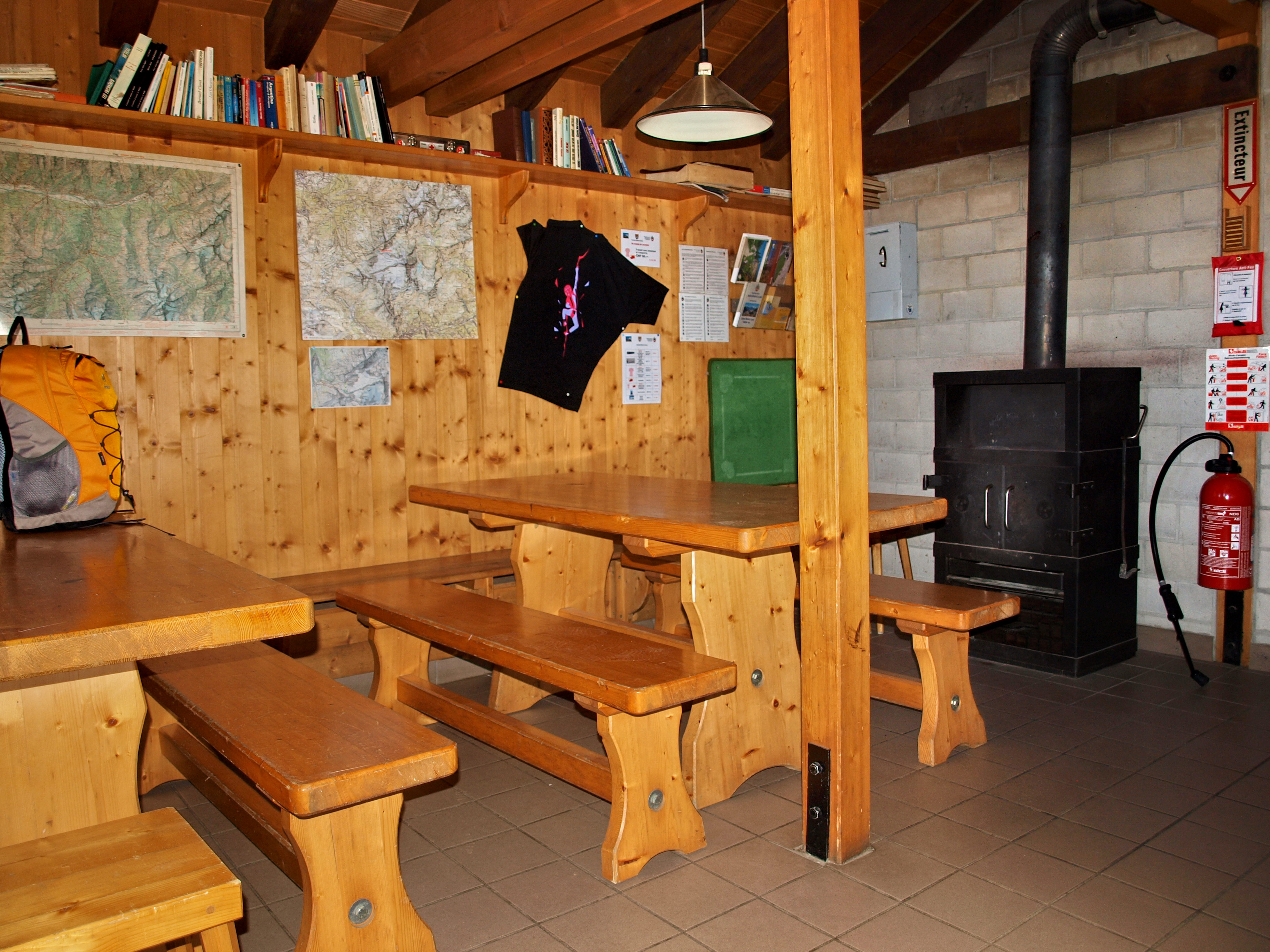
Interno della capanna
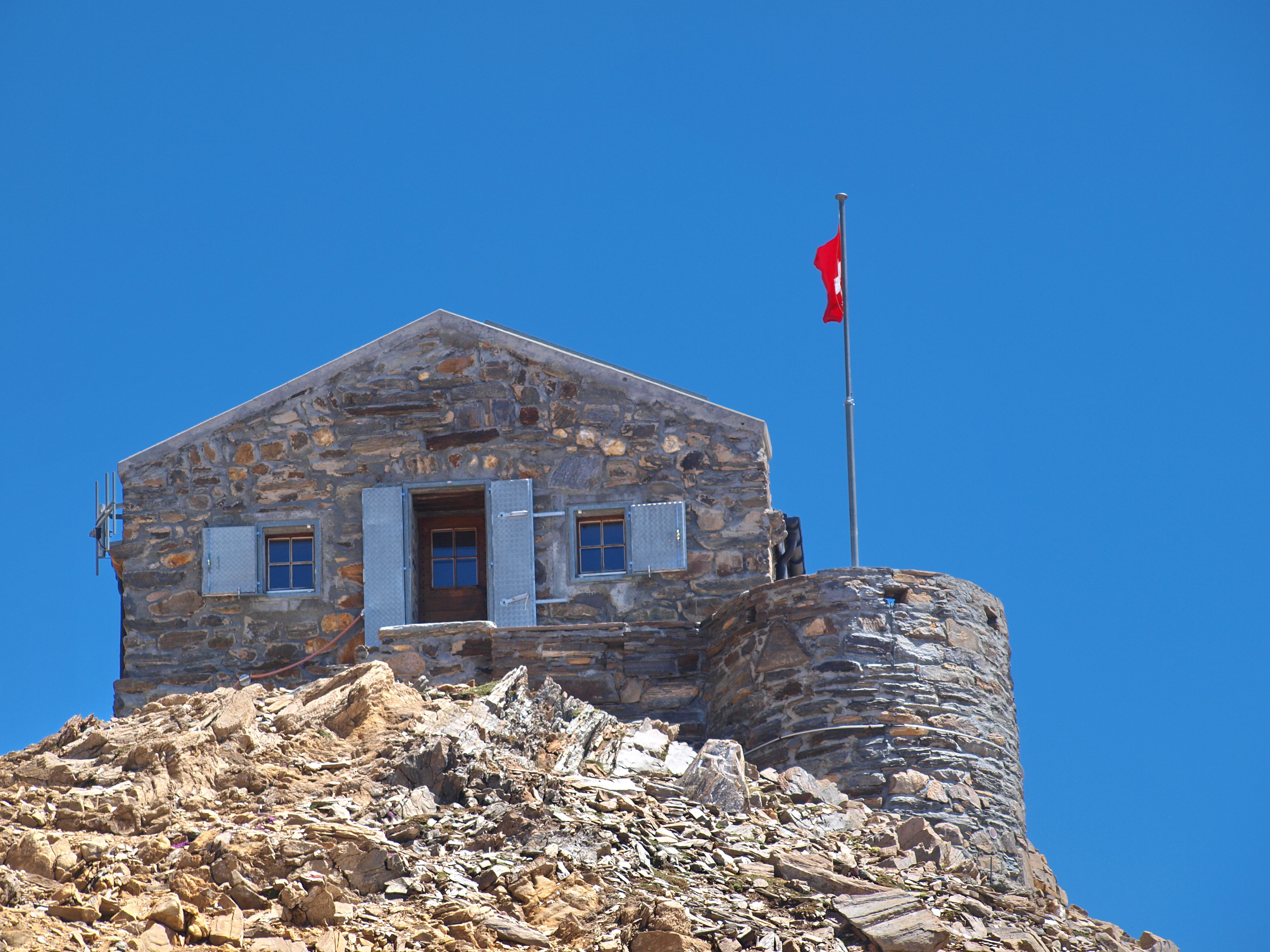
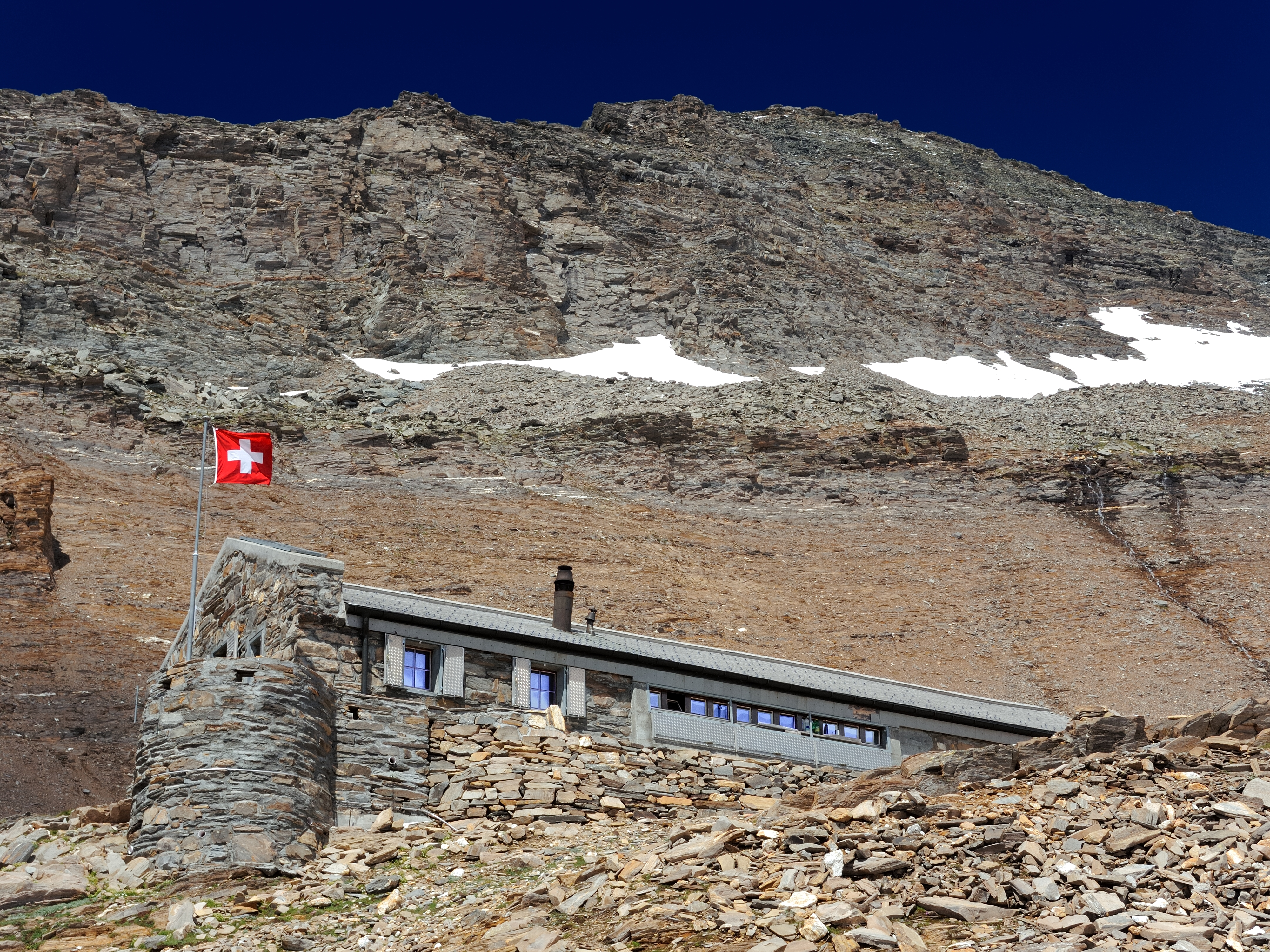
Esterno della capanna Monte Leone
Il rifugio durante la prima guerra mondiale
Soldati del Batallion 36 durante la prima guerra mondiale
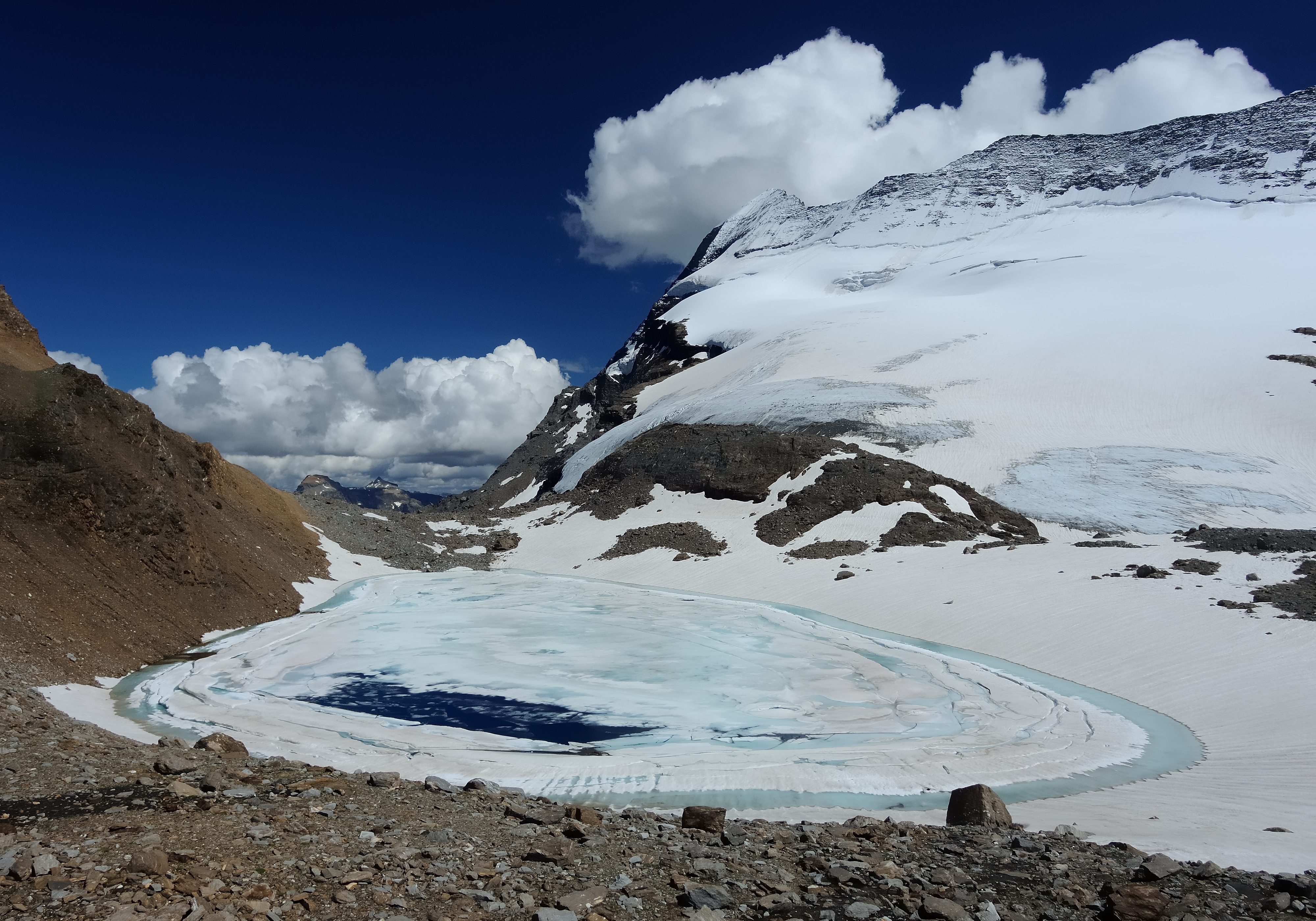
Il lago alpino Chaltwassersee visto dalla zona della Capanna Monte Leone